# Свиница (Мајур)
Свиница је насеље у општини Мајур, Банија, Република Хрватска.

## Географија
Удаљена је 7 км северно од Хрватске Костајнице.

## Историја
Тачан датум првог насељавања није познат, али током докумената из 15. и 16. века показује се постојање утврђења које је изграђено као заштита од турских инвазија.
Село је позиционирано поред старих римских путева, али не постоје докази да је насеља било у том периоду.
У селу постоје две цркве: Српска православна црква Светог Јована Крститеља у центру села, саграђена 1830. године, запаљена јула 1941. од стране усташа и Српска православна црква Свете Петке на периферији, саграђена 1846. године, страдала 1941. и 1995.
Насеље је до 1995. било у саставу некадашње општине Костајница. Свиница се од распада Југославије до августа 1995. године налазила у Републици Српској Крајини.

### Други свјетски рат
Свиница, село у Банији, било је позорница једног грозно призора. Усташе су ту ухватиле једног православног свештеника Данета Бабића, закопале га живог до појаса и стале дивљачки да играју око њега. Али сваки пут када би се неко од њих приближио мученику, потезао је нож и одсецао му комад меса. Мучење овог свештеника трајало је више сати и његово тело које више није имало људски облик, остављено је на лицу места да служи као пример.
напомена: у оригиналу "село Свињци"

## Становништво
На попису становништва 2011. године, Свиница је имала 114 становника.
| Националност       | 1991. | 1981. | 1971. | 1961. |
| Срби               | 405   | 469   | 708   | 822   |
| Југословени        | 8     | 73    | 8     |       |
| Хрвати             | 7     | 6     | 4     | 6     |
| Црногорци          |       |       | 1     |       |
| остали и непознато | 16    | 8     | 4     | 1     |
| Укупно             | 436   | 556   | 725   | 829   |

| Демографија | Демографија | Демографија |
| Година      | Становника  | Становника  |
| ----------- | ----------- | ----------- |
| 1961.       | 829         |             |
| 1971.       | 725         |             |
| 1981.       | 556         |             |
| 1991.       | 436         |             |
| 2001.       | 110         |             |
| 2011.       |             | 114         |

## Попис 1991.
На попису становништва 1991. године, насељено место Свиница је имало 436 становника, следећег националног састава:
| Попис 1991.‍  | Попис 1991.‍  | Попис 1991.‍ | Попис 1991.‍ | Попис 1991.‍ |
| ------------ | ------------ | ----------- | ----------- | ----------- |
|              |              |             |             |             |
| Срби         | Срби         |             | 405         | 92,88%      |
| Југословени  | Југословени  |             | 8           | 1,83%       |
| Хрвати       | Хрвати       |             | 7           | 1,60%       |
| Грци         | Грци         |             | 1           | 0,22%       |
| Муслимани    | Муслимани    |             | 1           | 0,22%       |
| неопредељени | неопредељени |             | 8           | 1,83%       |
| непознато    | непознато    |             | 6           | 1,37%       |
| укупно: 436  |              |             |             |             |

## Знамените личности
- Симица Драгић, народни херој Југославије